# Norbu Döndrup
Rai Bahadur Norbu Döndrup was een hoogstaand politicus in de regering van historisch Tibet. Daarnaast was hij een vertrouwelijk adviseur voor de Politiek Officier van Brits-Indië voor Sikkim, Bhutan en Tibet. De titel Rai Bahadur werd hem verleend door de Britten.

## Studie
Döndrup volgde zijn studie in Darjeeling.

## Britse dienst
Sinds de Britten aan het eind van hun veldtocht in 1903-04 handelsbetrekkingen hadden afgedwongen met Tibet, werkte Döndrup in eerste instantie als tolk Engels tijdens de eerste handelsexpedities van de Britten naar Tibet.
Voor het Britse handelsagentschap in Gyantse was hij begin jaren tien de hoofdbediende. In de decennia erna begeleidde hij Sir Charles Bell enkele malen tijdens diens reizen naar Lhasa.
In 1936, ten tijde van het Britse gezantschap in Lhasa, werd hij benoemd tot Brits handelsagent in Yatung.

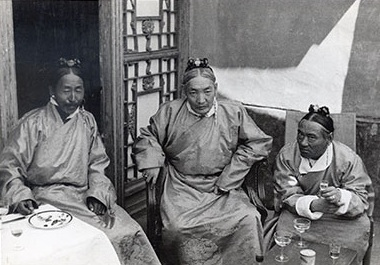
V.l.n.r. Norbu Döndrup, Trimön en Tsarong Dasang Dramdül, 1936